# Paroeme basilewskyi
Paroeme basilewskyi är en skalbaggsart som först beskrevs av Pierre Lepesme och Stefan von Breuning 1955.  Paroeme basilewskyi ingår i släktet Paroeme och familjen långhorningar. Inga underarter finns listade i Catalogue of Life.